# Chalinolobus picatus
Chalinolobus picatus là một loài động vật có vú trong họ Dơi muỗi, bộ Dơi. Loài này được Gould mô tả năm 1852.

## Hình ảnh
- Tập tin:Tập
- Tập tin:Tập
- Tập tin:Tập